# Афонсу Энрикиш (стадион)

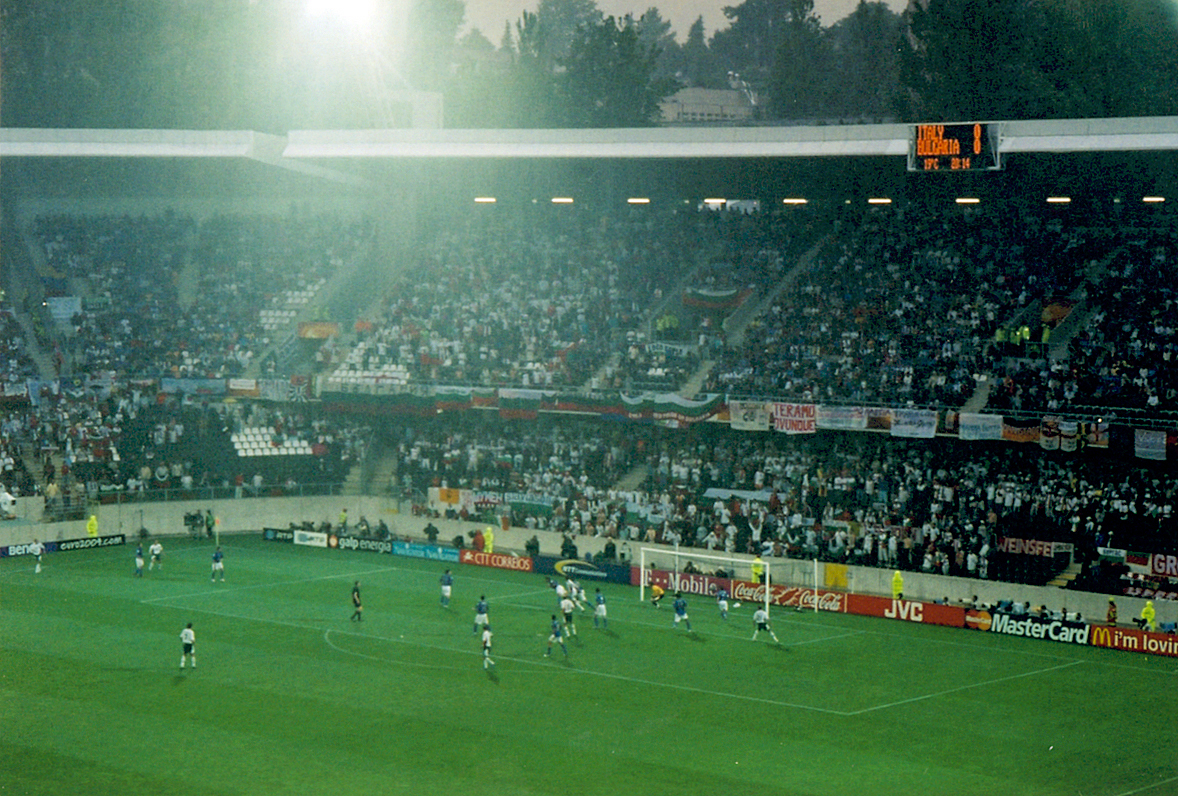
Матч чемпионата Европы—2004 Италия — Болгария

«Афо́нсу Энри́кеш» (порт. Estádio D. Afonso Henriques) — футбольный стадион в городе Гимарайнш, Португалия. Стадион принадлежит муниципалитету города Гимарайнш и используется футбольным клубом «Витория Гимарайнш» для проведения своих домашних матчей. Расположена арена в центре города, в нескольких минутах ходьбы от главной площади города Торал.
Арена названа в честь первого короля Португалии Афонсу Энрикеша, который родился в городе Гимарайнш.
Стадион был построен в 1930 году. В 2003 году он был реконструирован и расширен к чемпионату Европы по футболу по проекту архитектора Эдуардо Гимарайнша. «Афонсу Энрикиш» вмещает 30 029 зрителей, из которых 452 — VIP-места и 120 мест для журналистов. Арена имеет 30 выходов, что позволяет эвакуировать 30 000 человек за 8 минут.

## Чемпионат Европы 2004
В 2004 году на стадионе прошли два матча группы «С» чемпионата Европы по футболу.
| Дата    | Матч              | Счёт | Голы                                               |
| ------- | ----------------- | ---- | -------------------------------------------------- |
| 14 июня | Дания — Италия    | 0:0  |                                                    |
| 22 июня | Италия — Болгария | 2:1  | Перротта 48', Кассано 90+4' — М. Петров 45' (пен.) |

## Смерть Миклоша Фехера
25 января 2004 года «Бенфика» приехала в Гимарайнш, чтобы сыграть с местной командой «Витория». Игра транслировалась в прямом эфире, «Бенфика» вела 1:0; Миклош Фехер, выйдя на замену, получил жёлтую карточку в компенсированное время и внезапно склонился вперед от боли, и затем упал назад на спину. Игроки и персонал клуба пытались помочь Фехеру до приезда скорой медицинской помощи, но прибывшая скорая не смогла помочь, Фехер умер от гипертрофической кардиомиопатии.